# Біргітта, герцогиня Глостерська
Біргітта, герцогиня Глостерська (при народженні Біргітта Єва ван Деурс Генріксен, англ. Birgitte Eva van Deurs Henriksen, нар. 20 червня 1946, Оденсе, Данія) — членкиня британської королівської родини, дружина принца Річарда, герцога Глостерського, онука Георга V.

## Юність та освіта
Біргітта Єва ван Деурс Генріксен народилася в Оденсе, Данія. Вона молодша донька Асгера Пребена Віссінга Генріксена, юриста, та його дружини Вівіан ван Деурс.
Навчалася в Оденсе, Лозанні та Кембриджі.
Після розлучення батьків, 15 січня 1966 року, взяла прізвище матері ван Деурс.
Протягом трьох років вивчала комерційні та економічні дослідження у Копенгагені, а потім перебралася до Великої Британії (в 1971 році), щоб працювати секретарем у посольстві Королівства Данії в Лондоні.

## Шлюб та сім'я

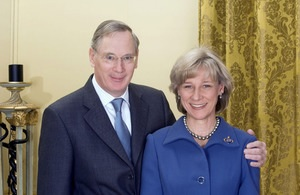
Герцог і герцогиня Глостерські

Біргітта ван Деурс вперше зустріла принца Річарда Глостерського, молодшого сина принца Генрі, герцога Глостерського, і принцеси Аліси, герцогині Глостерської, наприкінці 1960-х у Кембриджі під час навчання в університеті.
У лютому 1972 року було оголошено про їх заручини.
Пара одружилася 8 липня 1972 року в церкві Святого Андрія, Барнвелл, Нортгемптоншир.
Весільну сукню нареченої створив Норман Гартнелл. Вона була виготовлена зі швейцарської органді з високим коміром, простою спідницею, довгими рукавами та невеликим шлейфом. Замість діадеми Біргітта заплела у волосся квіти стефанотісу, які доповнила вуаллю.
Через 6 тижнів після весілля старший брат принца Річарда, принц Вільям Глостерський, загинув у авіакатастрофі. Принц Річард несподівано став спадкоємцем герцогства, тому після смерті його батька в 1974 році пара отримала титули герцога і герцогині Глостерських.
У шлюбі герцогиня народила трьох дітей: 
- Александр (1974 р.н.)
- Давіна (1977 р.н.)
- Роуз (1980 р.н.).

Вони народилися в лікарні Святої Марії в Лондоні. 
Герцог і герцогиня офіційно проживають у Кенсінгтонському палаці.

## Діяльність
Герцогиня Глостерська супроводжувала чоловіка під час його офіційних візитів за кордон. Її перший візит відбувся в 1973 році, коли пара представляла королеву на святкуванні 70-річчя короля Норвегії Олава V. Герцог та герцогиня Глостерські відвідували Австралію, Бельгію, Китай, Данію, Гібралтар, Гонконг, Ізраїль, Японію, Люксембург, Непал, Нову Зеландію, Норвегію, Філіппіни, Португалію, Саудівську Аравію, Сінгапур, Соломонові Острови, Південну Африку, Іспанію, Швецію, Тонга, Туніс і США.
Біргітта Глостерська також їздила за кордон для підтримки військових підрозділів, зокрема відвідала Ірак у грудні 2008 року.
Вона та її чоловік представляли королеву та герцога Единбурзького на похороні короля Тонги Тауфа.
Біргітта Глостерська є спонсоркою двох кораблів Королівського флоту: HMS Глостер і HMS Сандаун. Вона також є королівською покровителькою Бермудського полку, SeeAbility, благодійної організації для людей із вадами навчання та втратою зору, Lullaby Trust, дитячої благодійної організації, спрямованої на запобігання раптовим смертям у дитинстві та зміцнення здоров'я немовлят.
Герцогиня регулярно відвідує заходи в школах, президентом або патронесою яких вона є: Катедральну школу Святого Павла, Друзі собору Святого Павла, Катедральний музичний траст, Школу Святого Джона, Королівську лікарню Bridewell (школа короля Едуарда, Вітлі), Королівську школу Олександри та Альберта.